# Belluno (pokrajina)
Pokrajina Belluno (talijanski: Provincia di Belluno) je jedna od 110 talijanskih pokrajina, koja se nalazi na sjeveoistoku Italije u Regiji Veneto. 

Glavni grad pokrajine je istoimeni grad Belluno od 36 644
Površina pokrajine iznosi 3 678 km², a broj stanovnika 213 851 (2008. godine).

## Geografske karakteristike
Pokrajina Belluno nalazi se na sjeveroistočnom dijelu države, uz granicu s Austrijom. Pokrajina je karakteristična po tome što je jedina izrazito planinska i alpska pokrajina u Venetu. Na jugu se prostiru niži Dolomiti, a na sjeveru više Karnijske Alpe. Sredinom pokrajine teče rijeka Piave, čiji je tok gušće naseljen i privredno najvažnija u pokrajini.

## Stanovništvo
Po popisu stanovništva iz 2011. godine u pokrajini Belluno živi 213 474 stanovnika. Gustoća naseljenosti je mala, oko 58 st/km². Jedino gusto naseljeno područje je dolina Piave.
Pored većinskog talijanskog stanovništva u provinciji žive i Ladini.

## Općine i naselja
Pokrajina ima 6i općinu (tal. comuni). Prema stanju 31. prosinca 2018., općine s najviše stanovnika su:
| Općina            | Broj stanovnika |
| ----------------- | --------------- |
| Belluno           | 35,833          |
| Feltre            | 20,560          |
| Borgo Valbelluna  | 13,699          |
| Sedico            | 10,198          |
| Ponte nelle Alpi  | 8,232           |
| Alpago            | 6,852           |
| Santa Giustina    | 6,786           |
| Cortina d'Ampezzo | 5,820           |
| Limana            | 5,308           |
| Longarone         | 5,201           |
| Pedavena          | 4,396           |
| Agordo            | 4,117           |
| Cesiomaggiore     | 3,958           |
| Pieve di Cadore   | 3,753           |
| Auronzo di Cadore | 3,279           |

## Vanjske poveznice
- Službene stranice Provincije Belluno (tal.)